# 한국응용생명화학회
한국응용생명화학회는 농화학 분야의 기초 및 응용에 관한 학술연구를 촉진하여 그 이론과 기술을 널리 보급하고, 농화학의 발전 도모를 목적으로 1997년 11월 24일 설립 허가된 사단법인이다. 사무실은 서울특별시 강남구 역삼동 635-4, 과학기술회관 신관 803호에 있다.

## 연혁
- 1960년 3월 26일 : 농화학회 창립, 창립총회 (서울대학교 농과대학)
- 1961년 8월 31일 : 문교부에 학술단체 등록
- 1997년 12월 24일 : 사단법인 등기 완료
- 2004년 1월 1일 : 한국응용생명화학회로 공식 재출발
- 2010년 12월 9일 : 한국응용생명화학회 50년사 발간 (1960~2010)

## 주요 사업
- 학술지, 학술간행물 및 도서의 간행
- 학술대회, 강연회, 강습회 및 연구발표회 개최
- 국내외 학계, 산업계 및 연구소와의 협력
- 연구 장려와 우수한 업적의 표창
- 기타 본회 목적에 부합한 사업